# Juan Nicolás Rubio
Juan Nicolás Rubio (Rancagua, 1874 - ibíd., 25 de junio de 1928) fue un empresario y político liberal chileno. Fue alcalde de Rancagua entre 1900 y 1905.

## Biografía
Fue un importante agricultor y empresario en el rubro de las conservas de fruta. Fue propietario de la Fábrica Nacional de Conservas, creada en 1897, la cual hacia 1913 exportaba alrededor de 5 000 000 de tarros de conserva anuales a distintos mercados, principalmente de Europa, obteniendo de este modo importantes reconocimientos internacionales. Esta empresa tuvo fábricas en la ciudad de Rancagua y en el vecino poblado de Olivar.
Fue miembro del Partido Liberal. En las elecciones municipales de 1900 fue elegido alcalde de la Municipalidad de Rancagua para el periodo 1900-1905.

## Homenajes
En Rancagua hay una población que lleva su nombre. Fue construida entre 1930 y 1931 en terrenos donde anteriormente existían plantaciones de duraznos utilizados en la fábrica de Nicolás Rubio, de ahí que lleve su nombre.